# Jasper (Indiana)
Jasper è una città degli Stati Uniti d'America, capoluogo della Contea di Dubois, nello Stato dell'Indiana.
La popolazione era di 12 100 abitanti nel censimento del 2000.